# BH Возничего
BH Возничего (лат. BH Aurigae) — одиночная переменная звезда в созвездии Возничего на расстоянии приблизительно 2964 световых лет (около 909 парсеков) от Солнца. Видимая звёздная величина звезды — от +12,2m до +11,12m.

## Характеристики
BH Возничего — жёлто-оранжевая пульсирующая переменная звезда типа RR Лиры (RRAB) спектрального класса K-G. Радиус — около 5,25 солнечных, светимость — около 15,275 солнечных. Эффективная температура — около 4979 К.